# Великокобелячковский сельский совет (Новосанжарский район)
Великокобелячковский сельский совет (укр. Великокобелячківська сільська рада) — входит в состав
Новосанжарского района
Полтавской области
Украины.
Административный центр сельского совета находится в 
с. Великий Кобелячек.

## История
- 1925 — дата образования.

## Населённые пункты совета
- с. Великий Кобелячек
- с. Козубы
- с. Сулимы
- с. Шелкоплясы